# Leptonycteris curasoae
Espèce
Statut de conservation UICN

 VU A2c : Vulnérable
Leptonycteris curasoae est une espèce de mammifères chiroptères (chauves-souris) de la famille des Phyllostomidae